# Prasophyllum antennatum
Prasophyllum antennatum là một loài thực vật có hoa trong họ Lan. Loài này được M.A.Clem. & D.L.Jones miêu tả khoa học đầu tiên năm 1989.